# Église Saint-Pierre de Ségus
L'église Saint-Pierre de Ségus est une église catholique située à  Ségus, dans le département français des Hautes-Pyrénées en France dans la Vallée de Batsurguère.

## Localisation
Elle se situe au sud du village.

## Historique
L’église Saint-Pierre, datant du XVIIIe siècle, aurait été construite à l’emplacement d’un ancien château et en partie reconstruite en 1859, après le tremblement de terre de 1854 (voûte effondrée).

## Architecture
L'église a trois nefs. La porte à double vantail au linteau orné d'une coquille est de 1746.
 
Le retable  central à bas-relief est fin Renaissance classique à six niches (XVIIe siècle).

## Galerie de photos

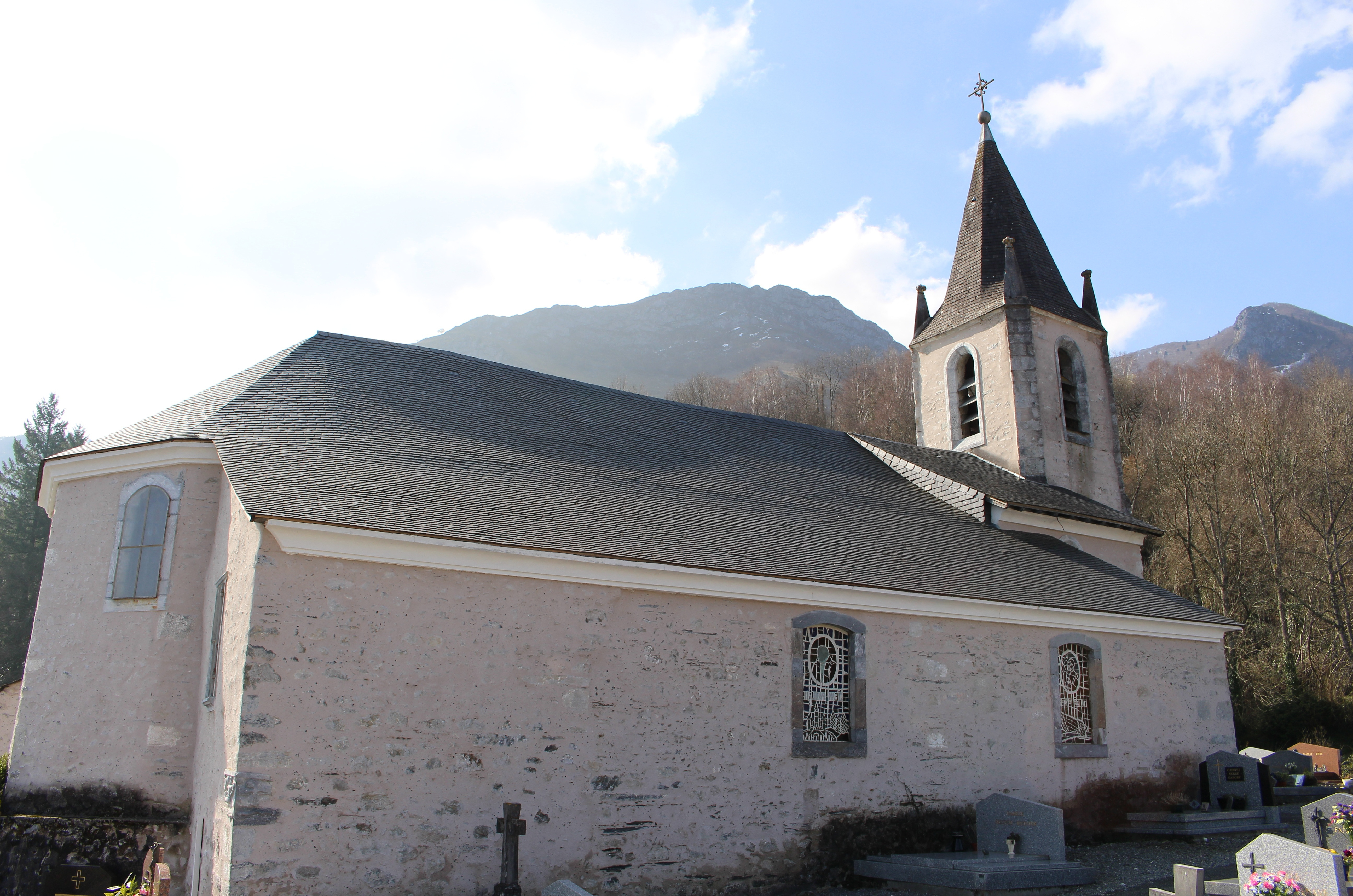
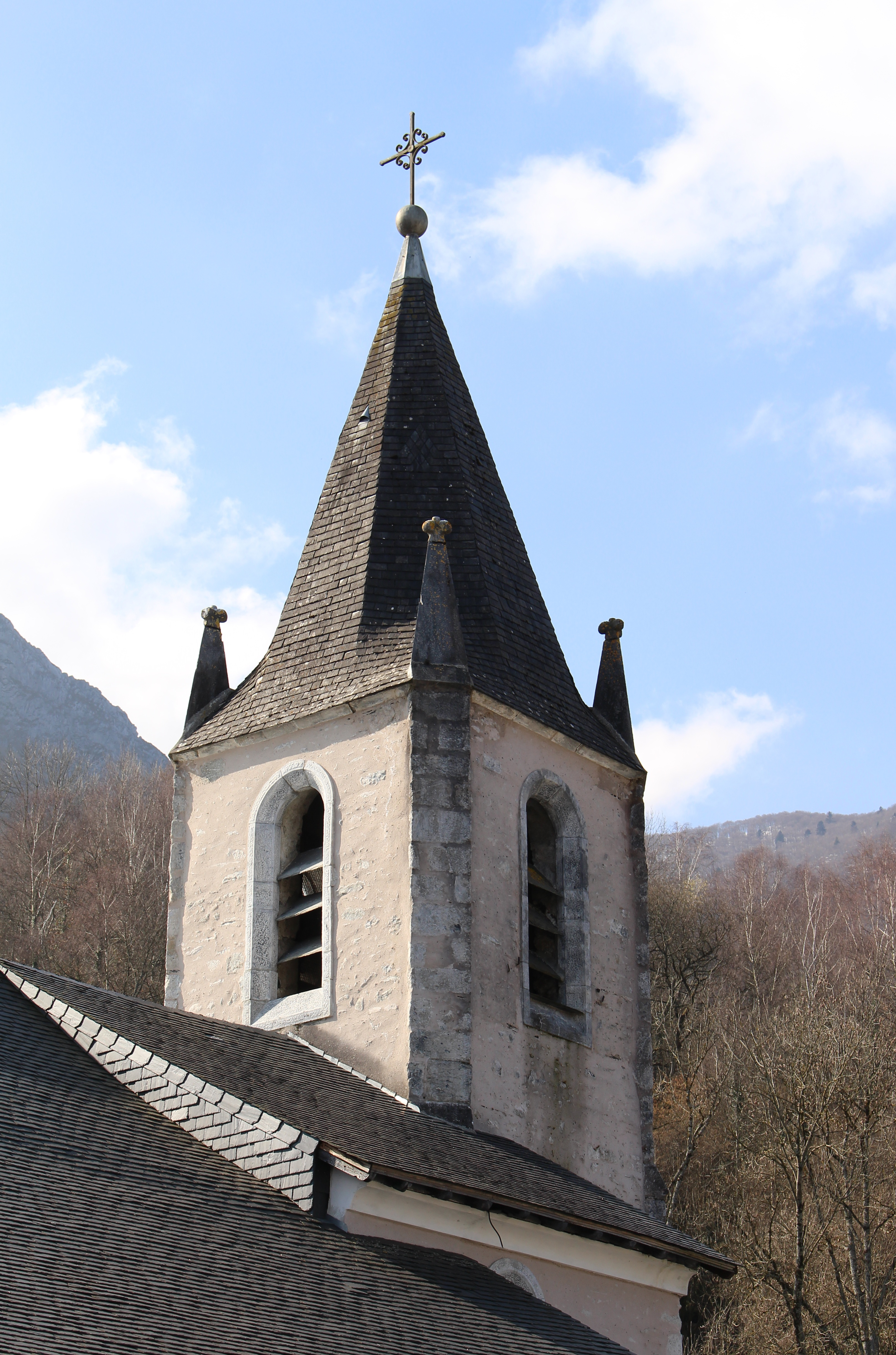
clocher
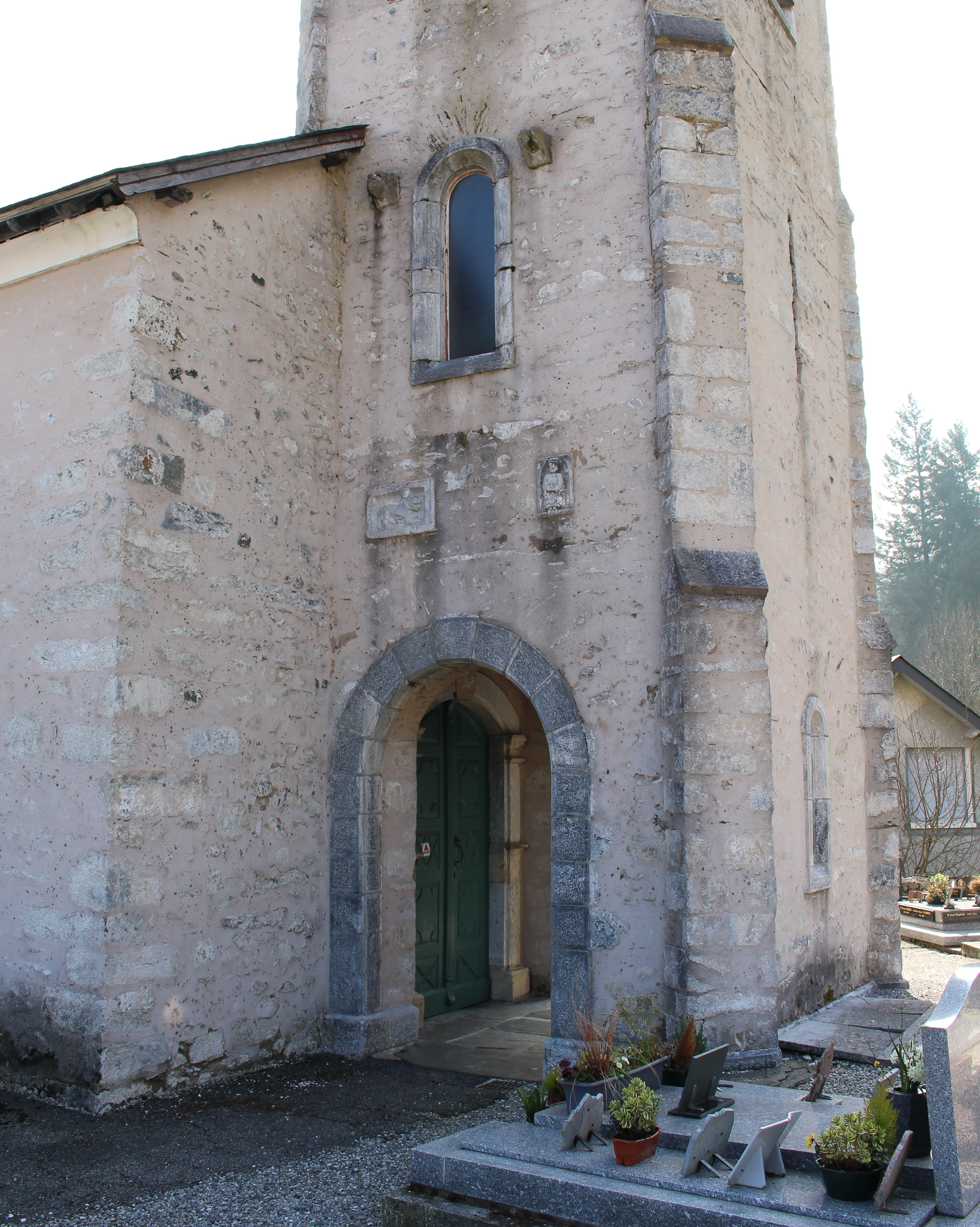
porche